# Exportquote
Die Exportquote (englisch export quota) ist eine volkswirtschaftliche Kennzahl, die das Verhältnis der Exporte zum Bruttoinlandsprodukt einer Volkswirtschaft wiedergibt. Gegensatz ist die Importquote. Im betriebswirtschaftlichen Zusammenhang wird der Anteil des Umsatzes aus Auslandsgeschäften am Gesamtumsatz als Exportquote bezeichnet.

## Allgemeines
Die Exportquote gibt Aufschluss über den Außenhandel, den ein Staat betreibt und das Ausmaß dieses Außenhandels, die so genannte Außenhandelsverflechtung. Diese kommt in der Außenhandelsquote zum Ausdruck, bei der Exporte und Importe gleichermaßen berücksichtigt werden. Die Differenz zwischen Exporten und Importen heißt Außenbeitrag, der Mittelwert aus Exportquote und Importquote heißt Offenheitsgrad. Annähernd autarke Staaten weisen geringe Export- und Importquoten auf. Umgekehrt besitzen Kleinstaaten im Regelfall höhere Exportquoten als Flächenstaaten, denn letztere besitzen allgemein eine günstiger diversifizierte Faktorausstattung. Das absolute Exportvolumen ist nur wenig aussagekräftig, so dass sich international die Verhältniszahl der Exportquote durchgesetzt hat. Während die Exporte als im Inland produzierte Güter im Bruttoinlandsprodukt enthalten sind, bilden die Importe keinen Bestandteil des Bruttoinlandsprodukts.

## Berechnung
Als Exporte gelten sämtliche Güter und Dienstleistungen, die innerhalb eines Jahres im Ausland veräußert wurden. Beide Aggregate ergeben sich aus der Handels- bzw. Dienstleistungsbilanz. Die aus der Veräußerung tatsächlich vereinnahmten Exporterlöse (Einnahmen in Inlandswährung und Deviseneinnahmen) enthalten nur die von den Importeuren bezahlten Güter und Dienstleistungen, nicht die mit einem Zahlungsziel verbundenen Exporte. Die geflossenen Exporterlöse werden dem Bruttoinlandsprodukt (BIP) gegenübergestellt, das eine Zusammenfassung aller im Staat produzierten Güter und Dienstleistungen darstellt und somit auch die im Inland produzierten Exporte enthält.
{\displaystyle {\text{Exportquote}}={\frac {\text{Exporterlöse}}{\text{Bruttoinlandsprodukt}}}\times 100}
Nehmen die Exporte bei konstantem BIP zu, erhöht sich die Exportquote und umgekehrt. Die Exportquote ändert sich, wenn die Änderungsrate des Exporteinnahmevolumens von jener des Geldeinkommens abweicht. Die Angebotselastizität für Exporte ist umso höher, je leichter sich im Importland heimische Güter durch Importe ersetzen lassen. Hohe Angebotselastizitäten gibt es dort, wo der Außenhandel relativ unbedeutend ist und eine niedrige Exportquote aufweist.

## Verwendung
Wer exportiert, darf auch importieren und dafür einen Teil seiner erwirtschafteten Devisen verwenden. Denn die Exporterlöse werden zur Bezahlung der Importschulden und des Schuldendienstes (Zinsaufwand und Tilgung) für Staatsschulden verwendet. Dadurch spielen die Exporterlöse auch bei der Kennzahl des Zinsdeckungsgrades eine Rolle. Kritisch ist die Situation für einen Staat, wenn der Schuldendienst 20 % bis 25 % der dauerhaft erzielbaren Exporterlöse überschreitet oder mehr als 20 % der Staatsausgaben erreicht. Je höher mithin die Exportquote ausfällt, umso mehr Importe und Staatsschulden kann sich ein Staat leisten und umgekehrt.
Die Exportquote ist eine Kennzahl, die beim Länderrating durch Ratingagenturen und Banken eine wichtige Rolle spielt. Unter sonst gleichbleibenden Bedingungen verbessert sich ein Rating bei steigender Exportquote und umgekehrt. Das liegt insbesondere daran, dass eine hohe Exportquote – bei niedrigerer Importquote – zu hohen Devisenzuflüssen zu Gunsten der Währungsreserven eines Staates führt, was als günstig angesehen wird. Diese Situation kann auch zu negativen Folgen führen, wenn die wachsende Exportabhängigkeit zu einer wirtschaftlichen Abhängigkeit von der Konjunktur in den Importstaaten führt. Deutschlands Exportquote verdoppelte sich von 23,1 % (1970) auf 46,9 % (2015), wodurch gleichzeitig die Exportabhängigkeit gegenüber der Auslandskonjunktur zugenommen hat. Zudem bedeuten überhöhte Währungsreserven eine Verfehlung des Ziels des außenwirtschaftlichen Gleichgewichts.
Dass Kleinstaaten relativ hohe Exportquoten aufweisen, wird statistisch bewiesen, denn nach Höhe der Exportquote führen in Europa Luxemburg (213,8 %), Malta (141 %) und Irland (121,4 %). Hingegen weisen Flächenstaaten wie Spanien (33,1 %), Italien (30,2 %), Griechenland (30,1 %), Frankreich (30 %) oder Großbritannien (27,4 %) geringere Exportquoten auf. Exportquoten über 100 % können damit erklärt werden, dass die betroffenen Staaten gleichzeitig hohe – nicht im BIP enthaltene – Importe aufweisen, die sie nach Weiterverarbeitung exportieren und/oder eine reine Handelsfunktion übernehmen und importierte Waren teurer exportieren. Typisches Beispiel hierfür ist Singapur, denn Waren werden nach Singapur verschifft und von dort ohne Weiterverarbeitung umgeladen und weiterverschifft. Deshalb weist Singapur entsprechend hohe Exporte und Importe auf; es erreicht eine Exportquote von 192,1 % (2014).

## Wirtschaftliche Aspekte
Die Exporte und damit die Exportquote sind von mehreren Faktoren abhängig. Zunächst einmal muss ein Staat Standortvorteile und technisches Wissen besitzen sowie Güter und Dienstleistungen produzieren, die über den Inlandsbedarf für Konsum und Investition hinausgehen. Was im Binnenmarkt verkauft werden kann, steht für den Export nicht zur Verfügung. Der für den Export vorgesehene Teil wiederum muss von Marktpreis und Produktqualität den vergleichbaren konkurrierenden Gütern und Dienstleistungen anderer Staaten überlegen sein (Made in Germany). Darüber hinaus müssen Wechselkursrelationen (Terms of Trade) für ein günstiges Exportklima sorgen. Liegen diese Voraussetzungen vor, so kann der Export – bei unterproportional wachsendem Import – bis zu einer Situation gesteigert werden, bei der die exportbedingten Devisenzuflüsse zu Währungsreserven führen, die eine faktische oder formale Aufwertung der Inlandswährung des Exportlandes herbeiführen.
Diese Aufwertung sorgt im Regelfall für eine Abschwächung der – in Inlandswährung fakturierten – Exporte und damit der Exportquote, weil sich für die ausländischen Importeure wegen der erhöhten Fremdwährungskurse die Importpreise verteuern. Einen gleichen Effekt übt die Abwertung im Land des Importeurs aus. Auch eine Inflation im Land des Exporteurs hat eine Verteuerung der Importpreise bei den Importeuren zur Folge. Aufwertung/Abwertung und Inflation sind damit die wichtigsten Korrektive für die Exportquote.
Bei hoher Exportquote von bestimmten Gütern in einen einzigen Staat, die auch in andere Staaten exportiert werden könnten, besteht eine Monostruktur. Diese führt zu einseitiger Abhängigkeit und birgt das Risiko in sich, dass aus den verschiedensten Gründen im Exportland ein Lieferengpass entstehen kann. Hierzu gehören Betriebsstörungen bei der Produktion, Boykott, Embargo oder Exportverbot durch das Exportland oder im Importland.  
Eine einseitige Faktorausstattung wie bei den führenden Erdölexporteuren (Saudi-Arabien, Irak, Vereinigte Arabische Emirate, Nigeria, Kuwait) hat naturgemäß hohe Exportquoten zur Folge:
| Staat                        | Exportvolumen in Mrd. US-Dollar | Exportquote Erdöl und verwandte Produkte |
| ---------------------------- | ------------------------------- | ---------------------------------------- |
| Saudi-Arabien                | 93,4                            | 54,0 %                                   |
| Irak                         | 50,9                            | 79,5 %                                   |
| Vereinigte Arabische Emirate | 48,3                            | 72,9 %                                   |
| Nigeria                      | 25,2                            | 48,7 %                                   |
| Kuwait                       | 64,4                            | 91,0 %                                   |

Die Tabelle enthält nur Länder mit sehr starken Abhängigkeiten; andere erdölexportierende Staaten sind im Export stärker diversifiziert. 
In der Außenhandelspolitik muss das Staatsziel der Risikodiversifizierung dafür sorgen, dass die Exporte auf mehrere Güter und Dienstleistungen oder auf mehrere Importstaaten ausgedehnt werden. So versuchen die erdölexportierenden Mitglieder der OPEC in der Golfregion, mit dem Tourismus die einseitige Exportabhängigkeit vom Erdöl/Erdgas zu verringern. Das gilt für alle Staaten, die überwiegend nicht erneuerbare Rohstoffe exportieren, wodurch sich die Reichweite dieser Rohstoffe weiter verringert und sie in Zukunft nicht mehr gefördert und exportiert werden können.

## Kritik
Exportquoten eignen sich zum Vergleich der Außenhandelsaktivität verschiedener Volkswirtschaften, sind jedoch sehr ungenau in Bezug auf die Relevanz der Exporte für die jeweilige Volkswirtschaft. Der Zähler (Exportumsätze) und der Nenner (BIP) sind Größen, die genau genommen nicht durcheinander dividiert werden dürften. Das liegt daran, dass im Zähler alle Umsätze enthalten sind (inklusive Vorleistungen), im Nenner jedoch nur die Wertschöpfung (das BIP ist um alle Vorleistungen bereinigt). Daher führt die Exportquote tendenziell zu einer starken Überschätzung der Relevanz der Exporte. Um die tatsächliche Größenordnung der Exporte in Bezug auf die jeweilige Volkswirtschaft zu veranschaulichen, müssten entweder Umsätze durch Umsätze dividiert werden, oder Wertschöpfung durch Wertschöpfung. Ersteres ergibt im Falle Österreichs für eine Quote von 27 %, letzteres von 29 %. Die herkömmliche Exportquote lag 2011 hingegen bei 56 %.

## Betriebswirtschaftslehre
Wirtschaftszweige und Unternehmen bezeichnen mit Exportquote, auch Auslandsgeschäftsquote, den Anteil des Auslandsumsatzes am Gesamtumsatz. Sie spiegelt die Exportintensität wider:
{\displaystyle {\text{Exportquote}}={\frac {\text{Auslandsumsatz}}{\text{Umsatzerlöse}}}\times 100}
Auch hier gilt, dass ein steigender Auslandsumsatz bei gleichbleibendem Gesamtumsatz eine steigende Exportquote zur Folge hat und umgekehrt. Während die Exportquote 2014 von kleinen und mittleren Unternehmen bei 19,6 % der Gesamtumsätze lag, betrug sie bei Großunternehmen 25,6 %. Großunternehmen sind mithin tendenziell exportintensiver. Nach Wirtschaftszweigen führt die Automobilindustrie mit 18,8 % der deutschen Exporterlöse, gefolgt vom Maschinenbau (14,2 %), chemische Industrie (9 %) und Datenverarbeitung/elektrische und optische Erzeugnisse (8,1 %).